# Spallanzania quadrimaculata
Spallanzania quadrimaculata là một loài ruồi trong họ Tachinidae.